# Мартюш
Мартю́ш (рос. Мартюш) — селище міського типу, центр Каменського міського округу Свердловської області.
Населення — 3994 особи (2010, 4179 у 2002).
Національний склад станом на 2002 рік: росіяни — 87 %.